# 片岡健吉

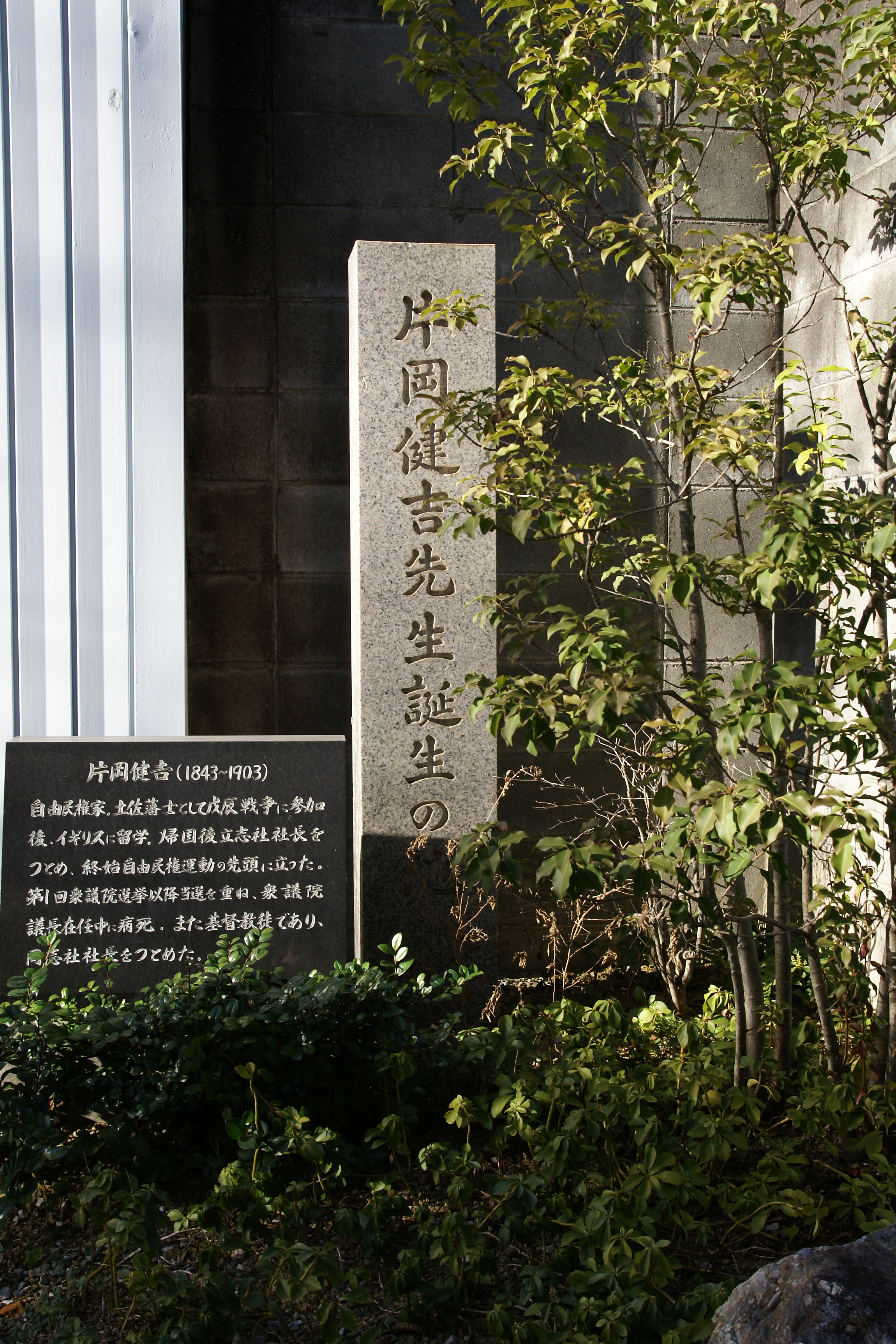
生誕地（現在の高知市）

片岡 健吉（かたおか けんきち、天保14年12月26日（1844年2月14日） - 明治36年（1903年）10月31日）は、日本の武士（土佐藩士）、政治家、自由民権家。衆議院議長を務めた。正四位。

## 経歴
※日付は明治5年までは旧暦

### 若年期
天保14年（1844年）12月26日、土佐藩上士（馬廻格・250石）片岡篤光（俊平）の嫡男として高知城下中島町に生まれる。母は渋谷次兵衛篤輝の妹（幸）。嘉永2年（1849年）7月7日、藩主への御目見えを許される。
万延元年（1860年）8月18日、前年に乾退助らと相諮り南川原相撲場へ立ち入って不作法に及んだ事を咎められ謹慎処分を受けた。
文久元年（1861年）3月17日、御扈従に就任。文久2年（1862年）11月27日、御側小性を免じられ、御馬廻りへ転任。文久3年（1863年）2月5日、御郡奉行・御普請奉行・柄弦御指物附属となる。4月8日、当役を以って外輪物頭を兼ねる。

### 跡目相続以降
慶応元年（1865年）10月22日、祖父・謙光（繁三郎）の跡目を継ぐ。慶応2年（1866年）5月11日、鉄砲頭を免じ御馬廻に再任。8月2日、外輪物頭六明組郷士隊長となる。慶応3年（1867年）3月6日、文武出精を賞され褒詞を受ける。7月17日、御侍別撰小隊司令に就任。11月4日、京都奉行・御普請奉行・外輪物頭附属となる。12月10日、京都奉行・御普請奉行・外輪物頭附属を免じられ、御馬廻りに転任。乾退助と共に勤王論を唱導し、その意を同じくした。

### 戊辰戦争で活躍

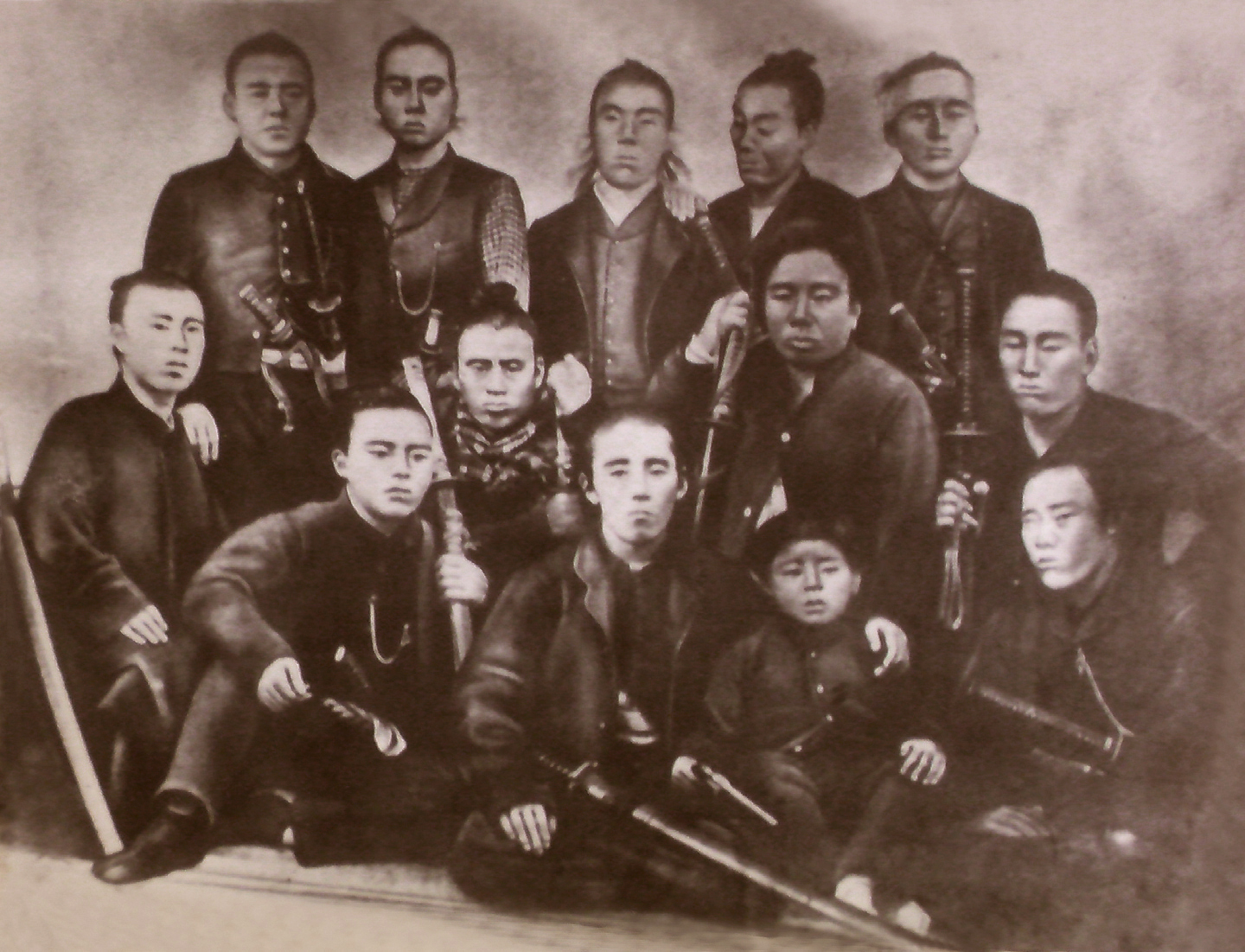
迅衝隊（前列左から伴権太夫、板垣退助（中央）、谷乙猪（少年）、山地忠七。中列、谷神兵衛、谷干城（襟巻をして刀を持つ男性）、山田平左衛門（刀を立てて持つ恰幅の良い男性）、吉本平之助祐雄。後列、片岡健吉、真辺正精、西山 榮、北村重頼、別府彦九郎）

慶応4年（1868年）1月8日、迅衝隊右半大隊司令及び外輪物頭に任じられ、1月20日に京都に向けて出陣する。2月2日、現職のまま大目付に任じられ、御軍備御用を兼帯し、迅衝隊総督・板垣退助に従って戊辰戦争を戦い会津若松城攻略等数々の功を立てる。
明治元年（1868年）11月26日、陸軍参謀中老職となり、役領250石を加増される。11月27日、当役まま大目付を兼帯。明治2年（1869年）3月13日、参政・軍事掛を兼帯し、家禄400石に累進。

### 明治維新以降
維新後は新政府に出仕し、明治4年（1871年）から2年間ロンドンに留学。帰国後に海軍中佐となるが、政府内の征韓論派の失脚に伴い、職を辞して高知に帰る（明治六年政変）。
明治7年（1874年）、板垣退助や植木枝盛・林有造らと共に立志社を創設して初代社長となる。
明治10年（1877年）6月9日、西南戦争の最中に国会開設の建白書を京都行在所に提出するも、受け入れられず不受理となる。8月18日に、藤村静、村松政克に西南戦争の戦況視察の旅費として100円貸与したことで、大阪鎮台への挙兵計画の関与を疑われ、いわゆる立志社の獄で逮捕された。1年に及ぶ大審院での裁判で禁錮100日の刑を受けたが、判決までの間は獄則を遵守し、終日に亘って端座して膝を崩さなかった。なお隣房には「明治の毒婦」と呼ばれた高橋お伝が収監されており、夜ごと片岡へ話しかけるなどしたが、一切応じなかったという。
明治12年（1879年）、高知県会の初代議長となったが、1か月後、県会議員選挙の制限選挙制に反対して由比直枝や尾崎要・小谷正元と共に辞職した。
明治13年（1880年）、第4回愛国社大会の議長を務め、その後河野広中と共に国会期成同盟代表としてに国会開設の請願書を4月に元老院に提出するが、またもや不受理となる。
明治14年（1881年）、自由党の結成に協力。

### 洗礼以降
明治17年（1884年）2月、京都同志社を訪問して新島襄と面会する。翌年5月15日、高知市中島町の森武興邸（高知教会の発祥地）においてナックス宣教師の洗礼を受けてプロテスタントとなり、10月8日、片岡健吉・坂本直寛が長老に選ばれた。
明治20年（1887年）に保安条例違反で退去命令が出されるが従わず、禁錮2年6か月の刑に処される。
明治22年（1889年）に出獄後、同23年（1890年）に第1回衆議院議員総選挙で当選。以後第8回まで連続で当選。
明治26年（1893年）、植村正久・井深梶之助（旧会津藩士）・グリナン宣教師・山田平左衛門・坂本直寛らと協力して高知県下の伝道を行った。
明治31年（1898年）から死去まで衆議院議長も務めた。
敬虔なプロテスタントで、日本基督教団高知教会の長老であり、東京YMCA（キリスト教青年会）第4代理事長でもあった。
明治35年（1902年）3月27日、同志社第5代社長（現総長）に就任する。晩年の片岡は政界から引退して教育と伝道に身を捧げる決意をしていたといわれているが、翌年（1903年）10月31日、腸閉塞のため召天。正四位に叙せらる。61歳没。

## 栄典
- 1903年（明治36年）10月31日 - 正四位、勲三等旭日中綬章[9]

## 家族
片岡家の先祖は、駿河国の片岡安房という武士である。片岡家は土佐に入国後、長男家、二男家、三男家、五男家に分かれ片岡健吉は三男家の幕末の当主にあたる。
- 祖父：片岡謙光（繁三郎）
- 父：片岡篤光（俊平）の嫡男
- 母：渋谷次兵衛篤輝の妹（幸）
- 妻：美遊（みゆ）
- 長女：はる（高知　大原家に嫁ぐ）